# Diocletian
I Diocletian sono un gruppo musicale black/death metal neozelandese, formatosi ad Auckland nel 2004. Il loro nome deriva da quello dell'imperatore romano Diocleziano, famoso per aver esser stato fautore della più violenta persecuzione mai attuata contro i cristiani, avvenuta tra il 303 e il 311 D.C.

## Formazione

### Formazione attuale
- B. Southwell - chitarra, voce
- L. Muir - basso, voce
- J. Baldwin - chitarra
- C. Sinclair - batteria

## Discografia
- 2009 - Doom Cult
- 2010 - War of All Against All
- 2014 - Gesundrian